# Кнежевич, Стефан
Стефан Кнежевич (род. 30 октября 1996, Люцерн, Швейцария) — швейцарский футболист, защитник клуба «Люцерн».

## Карьера

### Клубная
Стефан начал заниматься футболом в детской команде «Хицкирх». В 2007 году присоединился к юношескому составу «Люцерна». Для получения игровой практики перед началом сезона 2014/15 был отдан в аренду в «Буокс».
27 октября 2016 дебютировал за «Люцерн» в матче кубка Швейцарии. 9 апреля 2017 защитник провёл первую игру в Швейцарской Суперлиге, выйдя в стартовом составе во встрече с «Вадуцом». 22 апреля 2017 Кнежевич отметился первым забитым мячом.
13 июля 2017 провёл первую игру в еврокубках, сыграв с хорватским «Осиеком» в отборочном этапе Лиги Европы 2018/19. 15 сентября того же года продлил контракт до конца июня 2020.

### В сборной
Стефан в составе молодёжной сборной Швейцарии принимал участие в матчах отборочного турнира к чемпионату Европы 2019.